# Phoenicocoris modestus
Phoenicocoris modestus is een wants uit de familie van de blindwantsen (Miridae). De soort werd het eerst wetenschappelijk beschreven door Rudolf Ludwig Meyer-Dür in 1843.

## Uiterlijk
De ovaal gevormde blindwants is, als volwassen dier, altijd langvleugelig en kan 3 tot 3,5 mm lang worden. Het glanzend zwarte lichaam is bedekt met schubachtige zilverwitte haartjes. De antennes zijn net als de pootjes geelbruin gekleurd. De dijen van de pootjes zijn vaak donkerder en de schenen hebben zwarte stekeltjes.

## Leefwijze
De soort kent een enkele generatie in het jaar. De eitjes worden aan het eind van de zomer gelegd en komen na de winter uit. De wantsen worden in mei volwassen en kunnen dan tot augustus worden aangetroffen langs bosranden en in heidegebieden op grove den (Pinus sylvestris) en soms op fijnspar (Picea abies) waar ze in de toppen van de bomen leven van het sap van de mannelijke bloemen.

## Leefgebied
De soort is voor het eerst in 1990 in Nederland waargenomen en is zeldzaam. Het verspreidingsgebied is Palearctisch, van Europa tot Mongolië en Siberië in Azië.